# Chryso-hypnum cavifolium
Chryso-hypnum cavifolium är en bladmossart som beskrevs av Ryszard Ochyra och A. J. Sharp 1988. Chryso-hypnum cavifolium ingår i släktet Chryso-hypnum och familjen Hypnaceae. Inga underarter finns listade i Catalogue of Life.